# Sorihuela del Guadalimar
Sorihuela del Guadalimar es una localidad y municipio español de la provincia de Jaén, comunidad autónoma de Andalucía. El término municipal, perteneciente a la comarca de Las Villas y por el que discurren los ríos Guadalquivir y Guadalimar, tiene una población de 1034 habitantes (INE 2024).

## Toponimia
Los orígenes del vocablo Sorihuela son inciertos. Es posible que sea una palabra compuesta construida a partir de las raíces léxicas sor, que significa hermana de una comunidad religiosa e hijuela, un terreno añejo parte de una herencia. También es probable que se trate de un diminutivo arcaico de Soria, de donde procedieron varios de sus primeros inmigrantes castellanos, que vinieron desde Castilla durante el siglo XV.
Su relación con la Sorihuela de la provincia de Salamanca es incierta. Quizás unos caballeros medievales que tomaron parte de la batalla de Las Navas se asentaran en el lugar provenían de la población salamanquina y rebautizaron la población en su honor, aunque la veracidad de este hecho es incierta.
El apellido del Guadalimar fue agregado a principios del siglo XX con el fin de diferenciar al municipio de su homónimo salamanquino.

## Símbolos

### Escudo de armas
Escudo partido. Primero, de sínople, un castillo, de oro, almenado y mazonado de sable. Segundo, de gules, una espada, de plata, encabada de oro. Al timbre corona real, cerrada.
Decreto 3673/75, BOE 29/1/1976

El castillo representa el torreón árabe en torno al cuál se desarrolló la localidad, mientras que la espada simboliza la afiliación del municipio al Adelantamiento de Cazorla, un señorío con capital en la vecina Cazorla fundado por Fernando III de Castilla en el 1231, durante la Reconquista.

### Bandera
Bandera de proporciones 2:3 dividida diagonalmente en dos zonas triangulares: La superior, al asta, es de color verde, y la inferior, al batiente, es roja. No consta su aprobación oficial, aunque el ayuntamiento la utiliza con regularidad.

## Geografía física

### Situación
El municipio se encuentra actualmente integrado en la comarca de Las Villas, aunque también se suele asociar con la comarca de El Condado. Está a una distancia de 115 kilómetros de su capital provincial, Jaén. El municipio, además del término municipal que rodea a la localidad, posee un exclave ubicado en el parque natural de las Sierras de Cazorla, Segura y Las Villas, en torno al cerro de Salgas Anchas y el Alto del Chillar.
| Noroeste: Castellar y Chiclana de Segura | Norte: Chiclana de Segura y Beas de Segura | Nordeste: Beas de Segura          |
| Oeste: Castellar                         |                                            | Este: Hornos                      |
| Suroeste: Castellar                      | Sur: Villanueva del Arzobispo              | Sureste: Villanueva del Arzobispo |

### Orografía
El municipio se encuentra en la falda de la sierra de Las Villas, por lo que su orografía es accidentada, dominada por cerros, en especial en el exclave territorial. El núcleo urbano de Sorihuela del Guadalimar se encuentra entre los cerros Alto y del Carmen. Hacia el sur de la localidad se encuentra el valle del Río Guadalimar, donde se encuentran los puntos más bajos del municipio, en torno a los 438 m sobre el nivel del mar. El exclave, de carácter más montañoso, se encuentra en plena sierra de Las Villas, con dos secciones separadas por el río Guadalquivir. El lado sur del río se encuentra dominado por el Alto del Chillar, de 1122 m de altura, mientras que el norte está situado en la falda de la principal estribación de la sierra. El punto más alto del municipio es el cerro del Entredicho, de 1324 m de altura, en la frontera con el municipio de Hornos.

### Hidrografía
El término se encuentra atravesado por dos grandes cursos fluviales: el río Guadalimar, que fluye por el sur del término municipal principal, cerca del sur del núcleo urbano, al que le presta el apellido; y el río Guadalquivir, que cruza el valle central que divide el exclave municipal, donde se encuentra embalsado en el Charco del Aceite o de la Pringue, un concurrido lugar de recreo en el parque natural.

### Climatología
La localidad se encuentra en un entorno clasificado como clima mediterráneo típico en la clasificación climática de Köppen, al igual que la mayor parte de la provincia. Se caracteriza por veranos calurosos y secos e inviernos suaves y lluviosos, lo cual lo hace el clima idóneo para el cultivo del olivo.
|                                  | ene | feb | mar | abr | may | jun | jul | ago | sep | oct | nov | dic |
| -------------------------------- | --- | --- | --- | --- | --- | --- | --- | --- | --- | --- | --- | --- |
| Temperaturas máximas medias (°C) | 12  | 13  | 17  | 19  | 24  | 30  | 34  | 34  | 29  | 22  | 16  | 12  |
| Temperaturas mínimas medias (°C) | 2   | 3   | 5   | 7   | 11  | 15  | 18  | 18  | 15  | 11  | 6   | 3   |
| Precipitaciones medias (mm)      | 50  | 51  | 37  | 40  | 26  | 11  | 2   | 3   | 16  | 31  | 47  | 61  |

## Historia

### Fundación y época islámica
Aunque la zona estuvo habitada desde tiempos prehistóricos, el emplazamiento actual de la localidad permaneció desocupado hasta la construcción de una fortaleza en el año 886 por orden del general islámico Hashim ben ´Abd al-´Aziz, como parte de una estrategia de fortificación en la Cora de Yayyan, la actual Jaén, conocida durante la época del emirato como al-Busârrât. Alrededor de la fortaleza se empezó a constituir un pequeño núcleo de población dependiente de la fortaleza de Hisn at-Turāb, la actual Iznatoraf.
Según se sucedían los diferentes estados de Al-Ándalus Sorihuela cambio de mano en varias ocasiones. Desde su fundación formó parte del Emirato de Córdoba, hasta que este estado fue reemplazado por el Califato de Córdoba de los Omeyas en el 929. Tras el colapso del califato, en la época de los primeros reinos de taifas, la aldea formó parte del dominio de los Banu Zirí granadinos, incorporándose a él durante el reinado del rey Habús ben Maksan y el visir Samuel ben Nagrela. El gobierno taifal granadino perdió control sobre la Cora cuando Maksan ben Badis, uno de los herederos al trono de la taifa, fue exiliado por el visir Yosef ibn Nagrela a Jaén, donde se proclamó gobernante independiente, gobernando sobre toda la región, incluida Sorihuela.
La independencia de Maksan ben Badis concluyó cuando el expansionista Reino Abadí de Sevilla tomó posesión de Jaén en el 1071, posesión que mantuvieron hasta el 1090, con la invasión del almorávides y la consolidación de Al-Ándalus como provincia de su imperio. Durante la crisis del gobierno almorávide en el norte de África, Jaén declara su independencia en el 1145 como reino de taifa durante el periodo de los segundos reinos de taifas. El gobierno independiente dura hasta el 1159, momento en el que cae ante el imperio almohade, cuyo gobierno sobre el territorio dura hasta el 1232, año tras el cual se forma un nuevo gobierno independiente con capital en Arjona durante el tercer periodo de taifas, el cual sería el último gobierno musulmán que gobernaría sobre la aldea.

### Conquista y época cristiana
El fin del dominio musulmán sobre la aldea llega cuando el rey castellano Fernando III toma la villa de Iznatoraf el 5 de febrero del año 1235, día en el que la Iglesia católica celebra a Santa Águeda, y por consiguiente todas sus tierras asociadas. Inmediatamente tras la conquista comienza el proceso de repoblación de la región con un influjo de colonos provenientes de Castilla. Sin embargo, aún tras varias expulsiones parciales y la llegada de los castellanos, siguió existiendo una importante población islámica durante los siglos posteriores en la aldea, tanto que el historiador francés Henri Lapeyre identificó una morería en la población en una fecha muy tardía, a comienzos del siglo XVI.
Administrativamente Sorihuela siguió situándose bajo el dominio de la villa de Iznatoraf, junto a la Moraleda (Villanueva del Arzobispo) y Torre Mingo Prieto (Villacarrillo), parte además del Adelantamiento de Cazorla con capital en la población homónima desde el 1252, subordinado a la archidiócesis de Toledo gracias a la cesión otorgada por el rey Fernando III a través de la figura del obispo Rodrigo Jiménez de Rada. Este modelo estuvo vigente hasta el 1545, durante el gobierno de Carlos I, cuando el monarca nombra adelantado de Cazorla a su propio secretario de estado, Francisco de los Cobos, desafiando la autoridad de la iglesia toledana sobre el territorio. Tras un largo litigio entre monarquía y clero se llega en el 1606, en el que el gobernante devuelve la autoridad del adelantamiento a la iglesia, pero con la segregación de Iznatoraf, Villacarrillo, Villanueva del Arzobispo y Sorihuela.
Sorihuela ganó su estatus de villa el 11 de abril del 1595 por el rey Felipe II, gobernante provisional del adelantamiento, lo que la eximía del control de Iznatoraf y le concedía estatus legal propio durante las negociaciones del litigio. Para poder costear este estatus los por aquel entonces 650 habitantes tuvieron que recurrir a pedir préstamos de los pueblos circundantes e hipotecar fincas.
En la villa estuvo activa una ermita en honor a San Martín, que también operó un hospital a partir del 1652. La institución colapsó en el 1826 durante la Desamortización de Madoz. En el 1885 una epidemia de cólera asola la ciudad, lo que obliga a las autoridades a construir el actual cementerio, fuera del núcleo urbano, ya que el anterior era demasiado pequeño. Entre el 1915 y el 1932 se construye un puente sobre el río Guadalimar.
Hasta la reforma de la nomenclatura municipal de 1916 el municipio se llamaba simplemente Sorihuela. En dicha fecha su nombre fue modificado por el de Sorihuela de Guadalimar.

## Demografía
Cuenta con una población de 1034 habitantes (INE 2024).
| Gráfica de evolución demográfica de Sorihuela del Guadalimar entre 1842 y 2021 |
| |
| Población de derecho según los censos de población del INE Población de hecho según los censos de población del INEEn estos censos se denominaba Sorihuela: 1842, 1857, 1860, 1877, 1887, 1897, 1900 y 1910 |

## Transporte y comunicaciones

### Transporte por carretera
Ya que Sorihuela carece de conexión ferroviaria, todas las comunicaciones que se realizan con el municipio se realizan por carretera. La vía de comunicación más importante del municipio es la carretera A-312, que cruza el término por el norte del núcleo urbano. Hacia el oeste la ruta conecta con la A-32 en Linares, y hacia el este, con la N-322 al oeste de Beas de Segura. En el futuro, también terminará al oeste en la A-32 una vez esta se extienda hasta Beas. Las otras rutas que atraviesan el municipio son la A-6201, que conecta el municipio con Villanueva del Arzobispo y de la que parte en la orilla norte del río Guadalimar la carretera JV-6022, que termina en Castellar. La carretera A-6202, de Villanueva del Arzobispo al embalse del Tranco, atraviesa el exclave del término municipal.
| Identificador | Denominación                                           | Itinerario                                          | Observaciones             |
| ------------- | ------------------------------------------------------ | --------------------------------------------------- | ------------------------- |
| A-312         | Linares-Beas de Segura                                 | Linares - Beas de Segura                            |                           |
| A-6201        | De Villanueva del Arzobispo a Sorihuela del Guadalimar | Villanueva del Arzobispo - Sorihuela del Guadalimar |                           |
| JV-6022       | De A-6201 a Castellar                                  | A-6201 - Castellar                                  |                           |
| A-6202        | De Villanueva del Arzobispo al Tranco de Beas          | Villanueva del Arzobispo - Tranco de Beas           | Solo atraviesa el exclave |

#### Autobuses y taxis
La empresa de autobuses ALSA opera un servicio entre La Puerta de Segura y Úbeda que una vez al día por sentido se desvía de su ruta a lo largo de la A-32 para ofrecer servicio a las localidades de Sorihuela y Camporredondo, lo que permite a los residentes de estas poblaciones que tienen su empleo en Úbeda ir al trabajo por la mañana y volver a sus hogares por la tarde.

## Economía
La economía sorihueleña está centrada principalmente en el cultivo del olivar, que constituye el motor económico del municipio y al que se dedica la mayor parte de la población. También existe una pequeña industria ganadera, centrada en el consumo local. En los últimos años la hostelería y el turismo rural están ganando importancia gracias a su proximidad al parque natural de las Sierras de Cazorla, Segura y Las Villas.

### Actividad empresarial
En 2022 existían en el municipio 97 empresas en total. De ellas 59 se dedican a la agricultura, ganadería, silvicultura y pesca; 4 a la industria, energía, agua y gestión de residuos; 4 a la construcción; 18 al comercio; 1 al transporte y almacenamiento; 3 a la hostelería; 2 a la administración pública, educación y sanidad; y 6 a las actividades inmobiliarias, profesionales, auxiliartes, artísticas y otros servicios.

#### Sector primario
La principal actividad económica del municipio es la agricultura del olivar. Durante las últimas décadas del siglo XX la cuasitotalidad del terreno municipal ha pasado de estar dedicada al cultivo de cereales como el trigo y la cebada, a dedicarse al monocultivo del olivar, lo cual sigue la tendencia en el resto de la provincia y demuestra una transición de la agricultura de consumo local a la agricultura orientada a la exportación.
Además del olivo, en el municipio también se cultivan cereales comunes, aunque en una escala mucho menor y centrada en el autoconsumo.
El municipio cuenta con una pequeña cantidad de cortijos donde se crían animales de granja, aunque no existe ninguna explotación a gran escala.

#### Sector secundario
La única actividad destacable del sector secundario en el municipio también está basada en el olivar. Se trata de la transformación de la aceituna en aceite de oliva realizada en las almazaras, que en España son administradas por sociedades cooperativas. En el municipio se encuentran dos almazaras: La de la S.C.A. Santa Águeda y la de S.C.A San Blas, ambas localizadas en el este del núcleo urbano.

#### Sector terciario
Además de los comercios a pequeña escala que abastecen a la localidad, en los últimos años ha habido un aumento significativo en la actividad hotelera y en los negocios orientados al turismo activo, aprovechando la proximidad del núcleo urbano al parque natural de las Sierras de Cazorla, Segura y Las Villas y que el tramo del río Guadalquivir que atraviesa el exclave municipal es transitable en embarcaciones deportivas.

### Evolución de la deuda viva municipal
El concepto de deuda viva contempla sólo las deudas con cajas y bancos relativas a créditos financieros, valores de renta fija y préstamos o créditos transferidos a terceros, excluyéndose, por tanto, la deuda comercial.
| Gráfica de evolución de la deuda viva del Ayuntamiento de Sorihuela del Guadalimar entre 2008 y 2022                                  |
| |
| Deuda viva del Ayuntamiento de Sorihuela del Guadalimar, en miles de euros, según datos del Ministerio de Hacienda y Función Pública. |

## Organización político-administrativa

### Resultados electorales
| Elecciones municipales desde 1979                      |      |      |      |      |      |      |      |      |      |      |      |      |
|                                                        | 1979 | 1983 | 1987 | 1991 | 1995 | 1999 | 2003 | 2007 | 2011 | 2015 | 2019 | 2023 |
| PSOE                                                   | 2    | 4    | 5    | 6    | 5    | 7    | 6    | 6    | 5    | 4    | 5    | 5    |
| UxS                                                    | -    | -    | -    | -    | -    | -    | -    | -    | -    | -    | -    | 2    |
| IPS                                                    | -    | -    | -    | -    | -    | -    | -    | -    | -    | -    | 2    | 1    |
| PP                                                     | -    | -    | -    | 0    | 4    | 2    | 3    | 3    | 3    | 3    | 2    | 1    |
| IU                                                     | -    | -    | -    | -    | -    | 0    | -    | -    | -    | -    | -    | -    |
| FADI                                                   | -    | -    | -    | -    | -    | -    | -    | 0    | 1    | 2    | -    | -    |
| UCD                                                    | 1    | -    | -    | -    | -    | -    | -    | -    | -    | -    | -    | -    |
| PA                                                     | -    | -    | -    | 3    | -    | -    | -    | -    | -    | -    | -    | -    |
| IND                                                    | 6    | 5    | -    | -    | -    | -    | -    | -    | -    | -    | -    | -    |
| ORT                                                    | 0    | -    | -    | -    | -    | -    | -    | -    | -    | -    | -    | -    |
| CIS                                                    | -    | -    | 4    | -    | -    | -    | -    | -    | -    | -    | -    | -    |
| En negrilla el partido más votado                      |      |      |      |      |      |      |      |      |      |      |      |      |
| Fuente: Datos de las elecciones municipales desde 1979 |      |      |      |      |      |      |      |      |      |      |      |      |

### Alcaldía
| Periodo   | Nombre                                                      | Partido |
| --------- | ----------------------------------------------------------- | ------- |
| 1979-1983 | Ángel Victoria Gómez                                        | IND     |
| 1983-1987 | Ángel Victoria Gómez                                        | IND     |
| 1987-1991 | Abelardo Cano Santano                                       | PSOE    |
| 1991-1995 | Abelardo Cano Santano                                       | PSOE    |
| 1995-1999 | Abelardo Cano Santano                                       | PSOE    |
| 1999-2003 | Juan José de Toro Martínez                                  | PSOE    |
| 2003-2007 | Juan José de Toro Martínez                                  | PSOE    |
| 2007-2011 | Juan José de Toro Martínez 2008:Ana Belén Rescalvo Alguacil | PSOE    |
| 2011-2015 | Ana Belén Rescalvo Alguacil                                 | PSOE    |
| 2015-2019 | José Manuel Leal Gómez                                      | PP      |
| 2019-2023 | Ana Belén Rescalvo Alguacil                                 | PSOE    |
| 2023-act. | Ana Belén Rescalvo Alguacil                                 | PSOE    |

### Administraciones públicas

#### Administración municipal
La administración local del pueblo se realiza a través de un ayuntamiento de gestión democrática cuyos componentes se eligen cada cuatro años por sufragio universal. El censo electoral está compuesto por todos los residentes empadronados en Sorihuela del Guadalimar mayores de 18 años, nacionales de España y de los otros países miembros de la Unión Europea. Según lo dispuesto en la Ley del Régimen Electoral General, que establece el número de concejales elegibles en función de la población del municipio, la corporación municipal de Sorihuela del Guadalimar está formada por 9 concejales. En las últimas Elecciones Municipales celebradas en 2023, el Partido Socialista (PSOE) obtuvo 5 concejales, las agrupaciones electorales Unidos por Sorihuela e Independientes por Sorihuela tienen dos y un concejales, respectivamente, y el Partido Popular (PP) tiene un concejal.

#### Áreas de gobierno
Está constituida por cuatro áreas de actuación:
- Área de Agricultura, Medio Ambiente y Salud
- Área de Deportes, Cultura y Patrimonio Histórico
- Área de Participación y Seguridad Ciudadana, Juventud y Nuevas Tecnologías.
- Área de Igualdad, Bienestar Social, Festejos y Turismo.

## Servicios

### Educación
La localidad cuenta para la educación regular con la escuela de educación infantil Blas Infante, y el colegio público Padre Manjón, que cubre el segundo ciclo de educación infantil y toda las etapas de la educación obligatoria (educación primaria y Educación Secundaria Obligatoria). Para la educación de adultos, el municipio tiene el Centro de Educación de Personas Adultas Federico García Lorca.
| Tipo de centro                                                | Enseñanza             |
| ------------------------------------------------------------- | --------------------- |
| Escuela de educación infantil Blas Infante                    | Infantil              |
| Colegio público Padre Manjón                                  | Primaria y Secundaria |
| Centro de Educación de Personas Adultas Federico García Lorca | Educación de Adultos  |

### Sanidad
El servicio de atención sanitaria se encuentra gestionado, al igual que en el resto de España, por la comunidad autónoma, en este caso el Servicio Andaluz de Salud (SAS), a través del distrito sanitario Jaén Norte con sede en el hospital de Linares, y la zona básica de salud de Santisteban del Puerto, centrada en la localidad homónima, por lo que la localidad no cuenta con su propio centro de salud. Las necesitades inmediatas de la población se atienden en el consultorio médico auxiliar.
| Tipo de centro                               | Niveles asistenciales  |
| -------------------------------------------- | ---------------------- |
| Consultorio médico Sorihuela del Guadalimar  | Consultorio            |
| Centro de salud Santisteban del Puerto       | Atención primaria      |
| Hospital de Alta Resolución Sierra de Segura | Atención especializada |
| Hospital de Linares                          | Atención especializada |

El municipio cuenta con una farmacia.

### Servicios sociales
En la localidad se encuentran un centro socioeconómico y cultural, un centro Guadalinfo, un centro de día y la residencia de mayores Aura de Sorihuela.

### Abastecimiento

#### Combustible
El municipio cuenta con una gasolinera propia, parte del grupo Repsol YPF, que es utilizada tanto por los residentes del municipio como los conductores que utilizan la carretera A-312.

#### Alimentos
En la localidad se encuentran varios supermercados y ultramarinos, entre los que se encuentran un Covirán, además de establecimientos tradicionales y un mercadillo que se organiza los viernes en la calle Ramón y Cajal, frente a la oficina de Correos.

## Cultura

### Patrimonio

#### Patrimonio histórico
- Iglesia parroquial de Santa Águeda: Templo renacentista construido entre los años 1571 y 1582 sobre la base de uno preexistente por orden del obispo de la diócesis de Jaén. El diseño de Alonso de Barba, discípulo de Andrés de Vandelvira, presenta una nave única o de cajón cubierta por un techo de madera de estilo mudéjar. Se accede a la iglesia por un arco de medio punto situado en el centro del lado largo, tras el cual se haya otro arco de medio punto adornado con figuras. El interior se encuentra decorado con arcosolios con motivos geométricos. La torre del campanario, ubicada en el lado corto de la iglesia, tiene tres cuerpos separados por cornisas. Entre las tallas destacan la de Santa Águeda y la de Jesús crucificado en el siglo XVI.[19]
- Torreón árabe: Fue la torre del homenaje del Castillo de Sorihuela del Guadalimar y es el único resto que se conserva de este. Su construcción fue llevada a cabo por el general islámico Hashim ben ´Abd al-´Aziz en el 886 como parte de su plan de refuerzo de la Cora de Jaén, aunque es posible que hubiera una fortificación romana previa. La pequeña aldea que se reunió en torno a la fortificación terminaría convirtiéndose en la villa de Sorihuela. Está constituida con una mampostería regular a hiladas y sillería en las cadenas esquineras a soga y tizón.[19]
- Ermita de Santa Quiteria: ermita ubicada en el margen norte del río Guadalimar, en el Cerrico Pelón donde se venera a la copatrona de la villa. Aunque ha existido en esta ubicación una ermita en honor a Santa Quiteria desde al menos el 1511, el edificio ha sido reformado continuamente desde su construcción, por lo que ya no quedan restos de la construcción original.[19]
- Antiguo convento: Lo que en la actualidad es la almazara de la cooperativa Santa Águeda fue en el siglo XVIII un convento, del que aún se distingue la estructura de nave única del templo y su arco carpanel, que solía sostener el coro.[19]
- Plaza de los Caños: Es la plaza más extensa de la localidad, nombrada por los caños de la fuente ubicada en el lado oeste de la plaza. Se encuentra rodeada de caserones de varios siglos de antigüedad. En ella se celebran varios de los festejos de la villa.[19]

#### Patrimonio natural
La localidad se encuentra en las inmediaciones del parque natural de las Sierras de Cazorla, Segura y Las Villas, y el exclave municipal se encuentra atravesado por el río Guadalquivir, dentro del propio territorio del parque. En el curso del río se encuentra el Charco del Aceite o de la Pringue, un popular lugar de recreo.

#### Patrimonio inmaterial

##### Fiestas populares
Extenso y amplio es el calendario festivo de la Villa de Sorihuela del Guadalimar, destacando tres celebraciones:

###### Santa Águeda
4 y 5 de febrero: Celebración sorihueleña por excelencia, donde la fe, la tradición y el sentimiento se fusionan para dirigir sus ojos a la talla antiquísima y a la reliquia de su patrona. Precede al día grande de la festividad (5 de febrero) una solemne novena (del 27 de enero al 4 de febrero).
El día 3 febrero en la noche, se celebra la llamada «Ofrenda de la Cera» por las calles de la localidad, en la que dos interminables filas de personas portando antorchas encendidas, acompañan a la Patrona en su martirio mientras se meditan las Actas de su cruento martirio. El día 4 por la mañana, se celebra la Ofrenda Floral y el posterior Pregón de la fiesta; por la tarde se celebra el último día de novena y posteriormente en la plaza de los Caños, se desarrolla un maravilloso espectáculo pirotécnico-musical, mientras arde la hoguera que conmemora el martirio de la Santa y los asistentes degustan las tradicionales patatas asadas y la cuerva. El día 5, a las 0,00 horas se celebra la «Serenata» en la que Santa Águeda primero y después todas las Águedas de la Villa reciben la visita en sus propios domicilios de los sorihueleños y visitantes, acompañados de la tuna. Por la mañana, la exposición de la Sagrada Reliquia y la posterior Misa Mayor y, en horas vespertinas, la Magna Procesión de la Imagen y Reliquia de Santa Águeda.

###### San Isidro Labrador
Día 15 de mayo: Se celebra en honor al Patrón de los agricultores. El orden de actos a celebrar es el siguiente: traslado de la imagen del Santo a la plaza de los Caños, Santa Misa, entrega de premios a las maquinarias agrícolas mejor engalanadas, entrega de obsequios a los niños y a los agricultores participantes, procesión del Santo acompañado de maquinaria agrícola y de agricultores, bendición de los campos y bendición de la maquinaria desde la puerta del templo.

###### Romería de Santa Quiteria
Último fin de semana de mayo: A orillas del Guadalimar, se festeja a la patrona de Sorihuela en su antigua ermita. Un sinfín de actos conforman el programa religioso y festivo de esta romería, destacando el desfile de carrozas y camino hacia la ermita, las verbenas nocturnas y la procesión de la Santa hasta el puente sobre el río Guadalimar. Es de destacar la realización de «chozos», habitáculos de cañas y plantas silvestres a modo de casetas de feria donde se disfruta de la romería.

###### Feria y fiestas
Del 20 al 24 de agosto: En honor a Santa Águeda, se celebran con encierros nocturnos de reses bravas, verbenas nocturnas, concursos, eventos culturales, y actos religiosos en honor a la Patrona. Siempre van estos días precedidos de la Semana Cultural. El día grande de la Feria es el 24 de agosto, considerado como fiesta local y día en el que Santa Águeda realiza su desfile procesional por las calles de la Villa.

##### Gastronomía
El cerdo es un elemento importante de la gastronomía sorihueleña, como los lomos de manteca, salchichones con pimienta, chorizos con pimentón, la variedad de morcilla propia de la localidad, los lomos en aceite, butifarras con canela... Las matanzas de cerdos, que ocurren en otoño, siguen siendo eventos importantes entre la población local.
Además de estos platos porcinos también destacan la pipirrana de Las Villas, la ensalada gitana y las migas alpujarreñas.
En ocasiones especiales, como fiestas y bodas, se toman platos como el potaje de garbanzos y el guiso de novia.
El municipio cuenta con varios establecimientos gastronómicos, como bares, restaurantes y cafeterías, además del pub Acuario.

### Turismo
En los últimos años el ayuntamiento está buscando potenciar el turismo como medio de diversificar su economía, muy centrada en la agricultura del olivar. La mayoría de los turistas se alojan en Sorihuela por su cercanía al parque natural de las Sierras de Cazorla, Segura y Las Villas, pasando la noche en el pueblo o en su entorno y conduciendo a las montañas durante el día.
En el municipio se encuentra el hotel rural La Posada y la casa rural Los Trevejilles.

### Centros culturales
El centro de usos múltiples se encuentra ubicado en la avenida de Juan Carlos I y en él se organizan eventos culturales y se ofrecen los servicios de Guadalinfo.

### Medios de comunicación

#### Prensa
En el municipio se distribuyen periódicos de tirada nacional y autonómico, tanto de ámbito general como periódicos deportivos y de prensa rosa. Los periódicos a nivel provincial son el Ideal de Jaén, una publicación local del periódico Ideal, y el Diario Jaén. Existen publicaciones a un nivel subprovincial, como Úbeda Baeza Comarcal, que también cubren la actualidad del municipio.

#### Radio
Existen numerosas emisoras de radio en la provincia, que retrasmiten programación desde nivel nacional hasta nivel local. La vecina localidad de Villacarrillo tiene una emisora de Cadena Dial, Santiago de la Espada y Beas de Segura tienen emisoras del Canal Fiesta Radio, Canal Sur Radio y Radiolé, en Santisteban del Puerto emite La Fresca FM y Úbeda tiene emisoras de Los 40, Los 40 Classic Renacimiento y Cadena SER Radio Úbeda, la cual emite contenido de índole local junto a la programación nacional y autonómica. Además de emisoras que retrasmiten cadenas de alcance nacional y regional, también se retrasmiten cadenas enteramente locales, como Ojanco Radio, de Arroyo del Ojanco, Onda Libre y Radio Atalaya, de La Iruela, Radio Loma, en Torreperogil, Radio Sierra, en varias emisoras a lo largo de la comarca de la Sierra de Segura, Radio Villanueva, en Villanueva del Arzobispo.

#### Televisión
Además de la televisión nacional y autonómica, diversas cadenas ofrecen servicio a Sorihuela. La principal cadena de la provincia de Jaén, Siete TV Jaén, cubre toda la región, además de la cadenas comarcales Diez TV Las Villas, emitida desde Villacarrillo, y 9LaLoma, emitida desde Úbeda.

## Deporte
La villa cuenta con varias instalaciones deportivas:
- Un campo de fútbol sala y baloncesto, perteneciente al colegio público Padre Manjón
- Un campo de fútbol siete con césped artificial, de uso público
- Circuito de radiocontrol para carreras de coches en miniatura, ubicado en el antiguo campo de fútbol 11

A pesar de estas infraestructuras, Sorihuela no posee ninguna asociación deportiva local ni equipo federado y, salvo torneos feriales y las competiciones organizadas por la Asociación Española de Coches a Radiocontrol (AECAR), en la villa no se realizan torneos deportivos competitivos.

## Ciudades hermanadas
- Sorihuela, Salamanca, España.[1]

## Municipios homónimos
- Sorihuela, Salamanca, España.